# Reapi Ulunisau
Reapi Ulunisau (2 de novembro de 1994) é uma jogadora de rugby sevens fijiana.

## Carreira
Ulunisau integrou a Seleção Fijiana de Rugby Sevens Feminino nos Jogos Olímpicos de Verão de 2020 em Tóquio, quando conquistou a medalha de bronze após derrotar a equipe britânica por 21–16.